# Flavi Sosípatre Carisi
Flavi Sosípatre Carisi (en llatí: Flavius Sosipater Charisius; en grec antic: Σωσίπατρος Χαρίσιος) va ser un gramàtic romà del segle IV.
Probablement era africà de naixement, i va anar a Constantinoble per substituir Evanci, un comentarista de Terenci. Era de religió cristiana.
La seva obra, intitulada Ars Grammatica o Institutiones Grammaticae, consta de cinc llibres, i va dedicada al seu fill. Es tracta d'una obra de gran valor justament per la seva escassa originalitat, atès que conté fragments significatius de gramàtics anteriors, que Carisi té la dedicació de citar: Flavi Capre, Veli Llong, Terenci Escaure, Remmi Palemó i, sobretot, Comminià i Juli Romà. L'obra s'ha conservat de manera desigual, atès que resten perduts el començament del primer llibre, part del quart i bona part del cinquè.

## Edicions
- Grammatici Latini. Vol. I: Flavii Sosipatri Charisii Artis grammaticae libri V et Diomedis Artis grammaticae libri III. Ex recensione Henrici Keilii.  Leipzig: in aedibus Teubneri, 1862.